# Карзинкин, Андрей Александрович
Андрей Алекса́ндрович Карзи́нкин (около 1823—1906) — купец 1-й гильдии, потомственный почётный гражданин, благотворитель. Сын Александра Андреевича Карзинкина (1792 — после 1835), внук Андрея Сидоровича Карзинкина.

## Биография
Занимался торговлей чаем, имел 4 амбара в Старом Гостином дворе и 10 торговых заведений в Москве. Несколько зданий по заказам Карзинкина выстроил архитектор В. В. Барков. 1855—1858 — эксперт для освидетельствования контрабандного чая.
1857 — вместе с дядей Иваном Андреевичем в доле с петербургским купцом Гавриилом Матвеевичем Игумновым (1805—1888) за 85 тыс. рублей купил Ярославскую Большую мануфактуру. 1858 — учреждено паевое Товарищество Ярославской Большой мануфактуры (с 1887 торгово-промышленное товарищество).. Строятся новые корпуса на берегу Которосли. Старые здания полотняной фабрики разбираются на кирпич и камень, которые используются для постройки новых зданий.
По плану 1847 года, на территории полотняной фабрики Яковлевых находились каменная церковь Петра и Павла, каменные постройки, деревянные строения, усадьба с английским садом, пруды.
В начале XX века усадьба с приусадебным парком использовалась владельцами фабрики как летняя дача. В Пасху владельцы усадьбы приглашали всех желающих на праздник в свой приусадебный парк. Вся остальная территория старой полотняной фабрики стала общественным садом (ныне — Петропавловский парк). С 1995 года усадьба с постройками является памятником Федерального значения. Для отдыха рабочих владельцами фабрики был разбит ещё один парк, получивший название Рабочий сад.
Хозяева Ярославской Большой мануфактуры, среди который был и знаменитый Николай Васильевич Игумнов, благотворительствовали и храму Петра и Павла при мануфактуре и его прихожанам:

в 1880 году в теплой церкви проводились значительные поновительные работы на средства владельцев Ярославской Большой мануфактуры Андрея Александровича Карзинкина и Николая Васильевича Игумнова, пожертвовавших на эти цели более шестнадцати тысяч рублей. Стены храма были расписаны «под вид дикого мрамора», позолочен иконостас, поставлены новые иконы, серебряная утварь, облачения, паникадило, сделаны изразцовые печи и чугунные полы. Ранее «скудный, мрачный и обветшалый храм» преобразился.
    На пожертвованные ими 4500 рублей был заново переделан шпиль храма, пострадавший от сильной бури в 1884 году. В 1887 году под наблюдением архитектора Н. И. Поздеева прежняя деревянная лестница в храм верхнего этажа заменена мраморной. В 1887–1888 годах свод летнего храма был расписан художниками Н. Егоровым и Катасевым.

были постоянными благодетелями и дарителями храмов Николо-Мельницкого прихода и заложили новую церковь:

С начала XVII века в Николо-Мельницкой церкви велся Синодик, в котором, наряду с именами для поминовения, на протяжении трех столетий записывались важные события в жизни прихода, города, страны. Этот источник, опубликованный о. Димитрием Предтеченским в 1908 г., представляет редкую для Ярославля возможность год за годом восстановить те события, которые прихожане считали примечательными. В 1890-х годах правление Товарищества Ярославской Большой мануфактуры решило возвести новую церковь. Однако закладка храма по проекту академика архитектуры А. И. Васильева состоялась лишь 27 июля 1904 года, а сооружение его завершили в 1908 году — к 50-летнему юбилею фабрики в знак выражения благодарения Господу Богу за её благополучное существование. Торжественное освящение храма состоялось 5 октября 1908 года, его престолы — главный во имя Иоанна Постника, придельные — во имя Андрея Критского (справа) и Архангела Гавриила (слева) — посвятили святым, соименным учредителям Товарищества, на чьи средства сооружалась церковь , — Ивану Андреевичу и Андрею Александровичу Карзинкиным и Гавриилу Матвеевичу Игумнову. Новая церковь могла вместить до трех тысяч человек..

1857—1866 — член-благотворитель коммерческого училища. 1873—1902 — жертвователь вспомогательной кассы московского купеческого сословия. С 1885 — член попечительского совета Николаевского дома призрения вдов и сирот купеческого сословия. С 1880-х — староста церкви Трёх Святителей на Кулишках. С 1892 — попечитель Богадельни имени Д. А. Морозова.
Владел в том числе усадьбой на Покровском бульваре (ныне дом 18).
Представители просвещённого московского купечества, Карзинкины устраивают у себя литературно-музыкальные вечера, на которых часто бывал друживший с этой семьей А. Н. Островский. В собрании сочинений драматурга опубликованы в том числе письма к А. А. Карзинкину.
На любительской сцене в декабре 1884 года состоялось первое выступление К. С. Алексеева (Станиславского) в роли Подколесина в гоголевской «Женитьбе». Также впервые молодой актёр работал под руководством артиста Малого театра М. А. Решимова, ставившего спектакль.

В день премьеры не обошлось и без курьеза, запомнившегося Константину Сергеевичу на всю жизнь. На склоне лет он сам рассказал об этом эпизоде: «В последнем акте пьесы, как известно, Подколесин вылезает в окно. Сцена, где происходит спектакль, была так мала, что приходилось, вылезая из окна, шагать по стоящему за кулисами роялю. Конечно, я продавил крышку и оборвал несколько струн. Беда в том, что спектакль давался лишь как скучная прелюдия к предстоящим веселым танцам». Но в полночь не смогли найти мастера для починки рояля, и незадачливому исполнителю пришлось весь вечер сидеть в углу зала и петь все танцы подряд. «Это был один из самых веселых балов, — вспоминал К. С. Станиславский, — но, конечно, не для меня». Посочувствуем и мы не только бедному юноше, но и очаровательным барышням, лишившимся в этот вечер элегантного и умелого красавца кавалера…

## Супруга
Софья Николаевна (1836—1911), дочь богородского купца Николая Абрамовича Рыбникова, владельца суконной фабрики в Чудинках близ Купавны По одной из версий, именно их венчание изображёно на картине художника Василия Пукирева «Неравный брак».
Жертвовала на Бахрушинскую больницу, в том числе 20 тыс. рублей на устройство корпуса имени покойной дочери Софьи для женщин, больных туберкулёзом (1908, арх. В. В. Лебедев) и туберкулёзный санаторий; являлась попечительницей 1-го Таганского женского начального училища.

Мать Карзинкиных, красавица, в девичестве Рыбникова, была сестрой собирателя народных песен. У неё была замечательная библиотека, много книг в художественно-изящных дорогих переплетах. Приобретала она и картины лучших русских мастеров, среди них был «Христос на Генисаретском озере» Поленова, где так тонко передан цвет неба и воды. Эта картина висела у Телешовых в столовой, когда они переехали на Покровский бульвар в дом Карзинкина.

Родной брат Софьи Николаевны, Павел Николаевич (1831—1885), — знаменитый русский этнограф и фольклорист. Записал много былин на берегах Онежского озера, положил начало изучению устного поэтического творчества в России («Песни, собранные П. Н. Рыбниковым», 4 чч., 1861—67, и др.).

## Дети
- Софья Андреевна — умерла от туберкулёза.
- Александр Андреевич Карзинкин (1863—1939) — член советов Московского учётного банка, Московского банка, Российского взаимного страхового союза, Музея гигиены и санитарной техники; один из крупнейших московских домовладельцев; член московского Нумизматического общества, автор ряда работ о русских средневековых медалях.
- Елена Андреевна Карзинкина (1869—1943) — художница, ученица Поленова. Замужем за писателем, основателем и первым долголетним директором музея МХАТ Н. Д. Телешовым. Елена Андреевна стала последней любовью Исаака Левитана. Незадолго до смерти Левитан напишет: «Как-нибудь все-таки наперекор жаре и сердцу, — возьму да и приеду в Одинцово».[17],[18]

В доме Карзинкиных-Телешовых побывали многие выдающиеся люди тех лет (Максим Горький, Викентий Вересаев, Иван Бунин, Фёдор Шаляпин, Сергей Рахманинов, Леонид Андреев, С. Г. Скиталец и другие)
Летом компания переезжала в Малаховку, в имение, которое Елена Андреевна получила от отца в качестве приданого

Очаровательная хозяйка имения Елена Андреевна была не только хороша собой, но и отлично образована, свободно говорила на английском, итальянском, французском, греческом, немецком языках, была интересной художницей. Привлекал также и целебный климат, созданный в сухой песчаной местности соснами реликтовых пород и отмеченный в конце XIX века известнейшим московским врачом Г. А. Захарьиным — вместо Швейцарии он советовал своим пациентам ездить в Малаховку, немало способствуя популярности дачного посёлка. В доме была особенная комната — Бунинская — в ней селили только Ивана Бунина. К сожалению, эта комната исчезла вместе с исчезновением деревянного особняка у озера.

От дачи (как её в шутку называли «графства Митрича») давно уже ничего не осталось, так же как нет и Летнего театра, в котором выступали Ф. И. Шаляпин, A. И. Южин, M. Н. Ермолова.
Когда закрывали в 1928 году Храм Трёх Святителей на Кулишках, супруги Телешовы, Александр и Аделаида (Аделина) Карзинкины первыми среди сплотившихся 600 прихожан поставили свои подписи на документах в защиту храма.